# Costante di reticolo

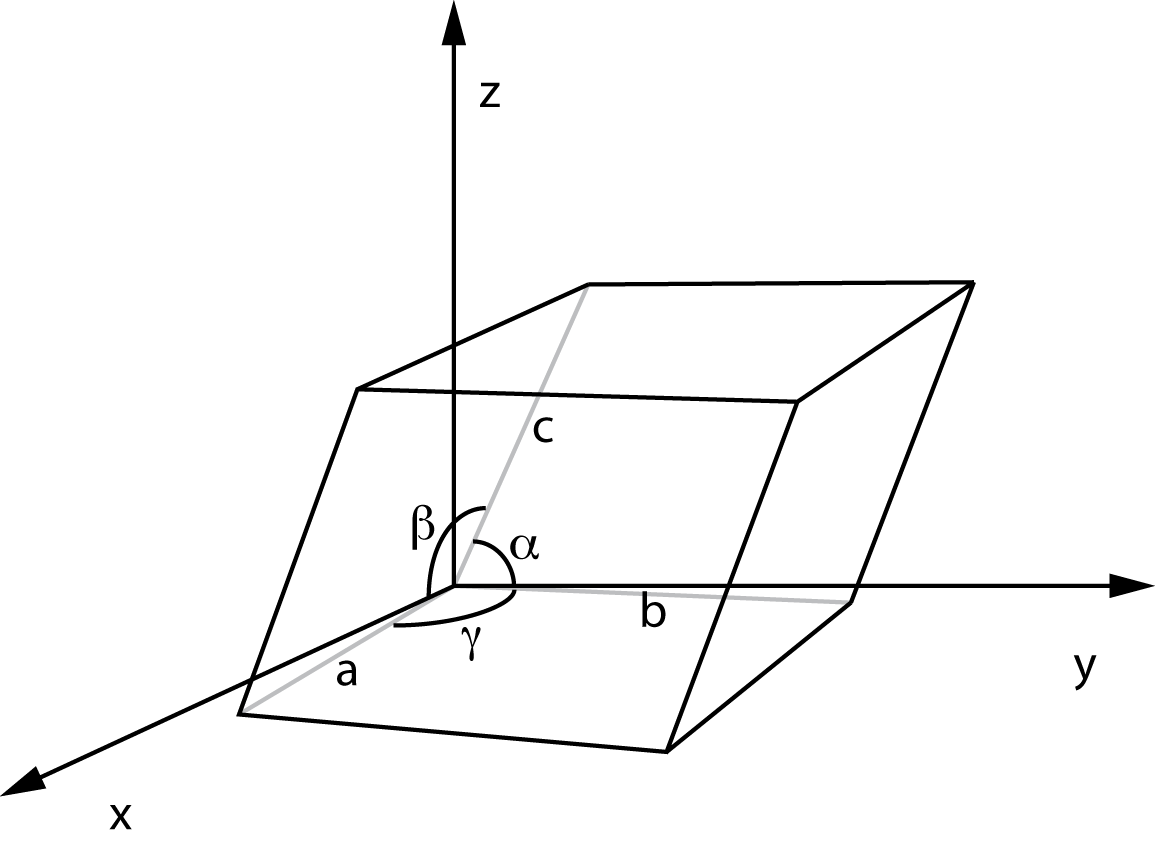
Definizione di una cella unitaria utilizzando un parallelepipedo con lunghezze,, e angoli,, e formati dai lati.

La costante di reticolo (o parametro di reticolo o parametro di cella o costante cristallografica) è un valore costante che definisce la distanza tra celle unitarie in un reticolo cristallino. I reticoli nelle tre dimensioni hanno generalmente tre costanti, indicate con le lettere {\displaystyle a}, {\displaystyle b}, e {\displaystyle c}. Tuttavia, nel caso speciale di strutture cristalline cubiche, tutte le costanti sono uguali e si è soliti riferirsi solo ad {\displaystyle a}. Similmente, in strutture cristalline esagonali, le costanti {\displaystyle a} e {\displaystyle b} sono uguali, e ci si riferisce solamente alle costanti {\displaystyle a} e {\displaystyle c}.
I tre parametri {\displaystyle a}, {\displaystyle b} e {\displaystyle c} sono sufficienti a definire le caratteristiche geometriche di una cella, tuttavia tra le costanti del reticolo vengono considerati anche i valori dei tre angoli ad essi associati ({\displaystyle \alpha }, {\displaystyle \beta }, e {\displaystyle \gamma }), in modo da averne una descrizione completa.
Nel caso di leghe la costante reticolare può essere calcolata con la legge di Vegard.
Nel Sistema Internazionale le costanti di reticolo sono misurate in metri, mentre valori tipici sono dell'ordine di diversi Ångström (10−10 m), per cui per comodità si ritrovano spesso espresse in Ångström. Le costanti di reticolo possono essere determinate sperimentalmente utilizzando la diffrazione dei raggi X e la microscopia a forza atomica.

## Lista di costanti reticolari
| Materiale                       | Costante reticolare (Å)       | Struttura cristallina                 | Ref.        |
| ------------------------------- | ----------------------------- | ------------------------------------- | ----------- |
| Carbonio (C) diamante           | 3,567                         | Cubica a diamante (FCC)               | [ 2 ]       |
| Carbonio (C) (grafite)          | a = 2,461 c = 6,708           | Esagonale                             |             |
| Si                              | 5,431020511                   | Cubica a diamante (FCC)               | [ 3 ] [ 4 ] |
| Ge                              | 5,658                         | Cubica a diamante (FCC)               | [ 3 ]       |
| Arseniuro di alluminio (AlAs)   | 5,6605                        | Struttura tipo solfuro di zinco (FCC) | [ 3 ]       |
| Fosfuro di alluminio (AlP)      | 5,4510                        | Struttura tipo solfuro di zinco (FCC) | [ 3 ]       |
| Antimoniuro di alluminio (AlSb) | 6,1355                        | Struttura tipo solfuro di zinco (FCC) | [ 3 ]       |
| Fosfuro di gallio (GaP)         | 5,4505                        | Struttura tipo solfuro di zinco (FCC) | [ 3 ]       |
| Arseniuro di gallio (GaAs)      | 5,653                         | Struttura tipo solfuro di zinco (FCC) | [ 3 ]       |
| Antimoniuro di gallio (GaSb)    | 6,0959                        | Struttura tipo solfuro di zinco (FCC) | [ 3 ]       |
| Fosfuro di indio (InP)          | 5,869                         | Struttura tipo solfuro di zinco (FCC) | [ 3 ]       |
| Arseniuro di indio (InAs)       | 6,0583                        | Struttura tipo solfuro di zinco (FCC) | [ 3 ]       |
| Antimoniuro di indio (InSb)     | 6,479                         | Struttura tipo solfuro di zinco (FCC) | [ 3 ]       |
| Ossido di magnesio (MgO)        | 4,212                         | Struttura tipo cloruro di sodio (FCC) | [ 5 ]       |
| Carburo di silicio (SiC)        | a = 3,086 c = 10,053          | Wurtzite (HCP)                        | [ 3 ]       |
| Solfuro di cadmio (CdS)         | 5,8320                        | Struttura tipo solfuro di zinco (FCC) | [ 2 ]       |
| Seleniuro di cadmio (CdSe)      | 6,050                         | Struttura tipo solfuro di zinco (FCC) | [ 2 ]       |
| Tellururo di cadmio (CdTe)      | 6,482                         | Struttura tipo solfuro di zinco (FCC) | [ 2 ]       |
| Ossido di zinco (ZnO)           | a = 3,25 c = 5,2              | Wurtzite (HCP)                        | [ 6 ]       |
| Ossido di zinco (ZnO)           | 4,580                         | Struttura tipo cloruro di sodio (FCC) | [ 2 ]       |
| Solfuro di zinco (ZnS)          | 5,420                         | Struttura tipo solfuro di zinco (FCC) | [ 2 ]       |
| Solfuro di piombo (PbS)         | 5,9362                        | Struttura tipo cloruro di sodio (FCC) | [ 2 ]       |
| Tellururo di piombo (PbTe)      | 6,4620                        | Struttura tipo cloruro di sodio (FCC) | [ 2 ]       |
| Nitruro di boro (BN)            | 3,6150                        | Struttura tipo solfuro di zinco (FCC) | [ 2 ]       |
| Nitruro di fosforo (BP)         | 4,5380                        | Struttura tipo solfuro di zinco (FCC) | [ 2 ]       |
| Solfuro di cadmio (CdS)         | a = 4,160 c = 6,756           | Wurtzite (HCP)                        | [ 2 ]       |
| Solfuro di zinco (ZnS)          | a = 3,82 c = 6,26             | Wurtzite (HCP)                        | [ 2 ]       |
| Nitruro di alluminio (AlN)      | a = 3,112 c = 4,982           | Wurtzite (HCP)                        | [ 3 ]       |
| Nitruro di gallio (GaN)         | a = 3,189 c = 5,185           | Wurtzite (HCP)                        | [ 3 ]       |
| Nitruro di indio (InN)          | a = 3,533 c = 5,693           | Wurtzite (HCP)                        | [ 3 ]       |
| Fluoruro di litio (LiF)         | 4,03                          | Struttura tipo cloruro di sodio (FCC) |             |
| Cloruro di litio (LiCl)         | 5,14                          | Struttura tipo cloruro di sodio (FCC) |             |
| Bromuro di litio (LiBr)         | 5,50                          | Struttura tipo cloruro di sodio (FCC) |             |
| Ioduro di litio (LiI)           | 6,01                          | Struttura tipo cloruro di sodio (FCC) |             |
| Fluoruro di sodio (NaF)         | 4,63                          | Struttura tipo cloruro di sodio (FCC) |             |
| Cloruro di sodio (NaCl)         | 5,64                          | Struttura tipo cloruro di sodio (FCC) |             |
| Bromuro di sodio (NaBr)         | 5,97                          | Struttura tipo cloruro di sodio (FCC) |             |
| Ioduro di sodio (NaI)           | 6,47                          | Struttura tipo cloruro di sodio (FCC) |             |
| Fluoruro di potassio (KF)       | 5,34                          | Struttura tipo cloruro di sodio (FCC) |             |
| Cloruro di potassio (KCl)       | 6,29                          | Struttura tipo cloruro di sodio (FCC) |             |
| Bromuro di potassio (KBr)       | 6,60                          | Struttura tipo cloruro di sodio (FCC) |             |
| Ioduro di potassio (KI)         | 7,07                          | Struttura tipo cloruro di sodio (FCC) |             |
| Fluoruro di rubidio (RbF)       | 5,65                          | Struttura tipo cloruro di sodio (FCC) |             |
| Cloruro di rubidio (RbCl)       | 6,59                          | Struttura tipo cloruro di sodio (FCC) |             |
| Bromuro di rubidio (RbBr)       | 6,89                          | Struttura tipo cloruro di sodio (FCC) |             |
| Ioduro di rubidio (RbI)         | 7,35                          | Struttura tipo cloruro di sodio (FCC) |             |
| Fluoruro di cesio (CsF)         | 6,02                          | Struttura tipo cloruro di sodio (FCC) |             |
| Cloruro di cesio (CsCl)         | 4,123                         | Struttura tipo cloruro di cesio       |             |
| Ioduro di cesio (CsI)           | 4,567                         | Struttura tipo cloruro di cesio       |             |
| Alluminio (Al)                  | 4,046                         | FCC                                   | [ 7 ]       |
| Ferro (Fe)                      | 2,856                         | BCC                                   | [ 7 ]       |
| Nichel (Ni)                     | 3,499                         | FCC                                   | [ 7 ]       |
| Rame (Cu)                       | 3,597                         | FCC                                   | [ 7 ]       |
| Molibdeno (Mo)                  | 3,142                         | BCC                                   | [ 7 ]       |
| Palladio (Pd)                   | 3,859                         | FCC                                   | [ 7 ]       |
| Argento (Ag)                    | 4,079                         | FCC                                   | [ 7 ]       |
| Tungsteno (W)                   | 3,155                         | BCC                                   | [ 7 ]       |
| Platino (Pt)                    | 3,912                         | FCC                                   | [ 7 ]       |
| Oro (Au)                        | 4,065                         | FCC                                   | [ 7 ]       |
| Piombo (Pb)                     | 4,920                         | FCC                                   | [ 7 ]       |
| Nitruro di titanio (TiN)        | 4,249                         | Struttura tipo cloruro di sodio (FCC) |             |
| Nitruro di zirconio (ZrN)       | 4,577                         | Struttura tipo cloruro di sodio (FCC) |             |
| Nitruro di afnio (HfN)          | 4,392                         | Struttura tipo cloruro di sodio (FCC) |             |
| Nitruro di vanadio (VN)         | 4,136                         | Struttura tipo cloruro di sodio (FCC) |             |
| Carlsbergite (CrN)              | 4,149                         | Struttura tipo cloruro di sodio (FCC) |             |
| Nitruro di niobio (NbN)         | 4,392                         | Struttura tipo cloruro di sodio (FCC) |             |
| Carburo di titanio (TiC)        | 4,328                         | Struttura tipo cloruro di sodio (FCC) | [ 8 ]       |
| ZrC0.97                         | 4,698                         | Struttura tipo cloruro di sodio (FCC) | [ 8 ]       |
| HfC0.99                         | 4,640                         | Struttura tipo cloruro di sodio (FCC) | [ 8 ]       |
| VC0.97                          | 4,166                         | Struttura tipo cloruro di sodio (FCC) | [ 8 ]       |
| NC0.99                          | 4,470                         | Struttura tipo cloruro di sodio (FCC) | [ 8 ]       |
| TaC0.99                         | 4,456                         | Struttura tipo cloruro di sodio (FCC) | [ 8 ]       |
| Tongbaite (Cr3C2)               | a = 11,47 b = 5,545 c = 2,830 | Ortorombico                           | [ 8 ]       |
| Carburo di tungsteno (WC)       | a = 2,906 c = 2,837           | Esagonale                             | [ 8 ]       |
| Nitruro di scandio (ScN)        | 4,52                          | Struttura tipo cloruro di sodio (FCC) | [ 9 ]       |
| Niobato di litio (LiNbO3)       | a = 5,1483 c = 13,8631        | Esagonale                             | [ 10 ]      |
| KTaO3                           | 3,9885                        | Perovskiti                            | [ 10 ]      |
| Titanato di bario (BaTiO3)      | a = 3,994 c = 4,034           | Tetragonale perovskiti                | [ 10 ]      |
| Tausonite (SrTiO3)              | 3,98805                       | Perovskiti                            | [ 10 ]      |
| Titanato di calcio (CaTiO3)     | a = 5,381 b = 5,443 c = 7,645 | Ortorombico perovskiti                | [ 10 ]      |
| Titanato di piombo (PbTiO3)     | a = 3,904 c = 4,152           | Tetragonale perovskiti                | [ 10 ]      |
| Titanato di europio (EuTiO3)    | 7,810                         | Perovskiti                            | [ 10 ]      |
| Vanadato di stronzio (SrVO3)    | 3,838                         | Perovskiti                            | [ 10 ]      |
| Vanadato di calcio (CaVO3)      | 3,767                         | Perovskiti                            | [ 10 ]      |
| Manganato di bario (BaMnO3)     | a = 5,673 c = 4,71            | Esagonale                             | [ 10 ]      |
| Manganato di calcio (CaMnO3)    | a = 5,27 b = 5,275 c = 7,464  | Ortorombico perovskiti                | [ 10 ]      |
| Rutenato di stronzio (SrRuO3)n  | a = 5,53 b = 5,57 c = 7,85    | Ortorombico perovskiti                | [ 10 ]      |
| Alluminato di ittrio (YAlO3)    | a = 5,179 b = 5,329 c = 7,37  | Ortorombico perovskiti                | [ 10 ]      |